# Durskala

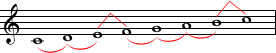
Bilden visar de halva tonstegens position i en C-durskala.

En durskala eller jonisk skala är en diatonisk tonskala, där avståndet är ett halvt tonsteg mellan tredje och fjärde tonen samt mellan sjunde tonen och ton nummer åtta (nästa oktavs första ton). Övriga avstånd mellan intilliggande toner utgörs av hela tonsteg.